# اسلاوچه
سلاوتشه (به چکی: Slavče) یک منطقهٔ مسکونی در جمهوری چک است که در شهرستان چسکه بودیوویتسه واقع شده‌است. سلاوتشه ۱۶٫۲۸ کیلومتر مربع مساحت و ۵۴۳ نفر جمعیت دارد و ۵۶۸ متر بالاتر از سطح دریا واقع شده‌است.